# Жидлоховице
Жидлоховице (на чешки: Židlochovice; на немски: Groß Seelowitz) е град в Южноморавския край на Чешката република, в историческия регион Моравия.
Намира се в долината на река Дия, на 18 км южно от Бърно, при сливането на реките Литава и Свратка, в подножието на висок хълм (355 m).

## История
Археологическите разкопки приписват появата на Жидлоховице на раннославянските времена. Селището е построено на Кехлибарения път, свързващ Средиземно море и крайбрежието на Балтийско море. До 1918 г. е част от Австрийската империя.

## Забележителности
- Замък от 14 век с парк в английски стил, който е оформен в началото на 18 век
- Кметство (1559)
- Църква „Възнесение на Светия кръст“ (1724 – 1730)
- Висящ мост над река Свратка (с един пролет с разстояние от 51 м, окачен на наклонена колона).

## Население
| 1869 | 1880 | 1890 | 1900 | 1910 | 1921 | 1930 | 1950 | 1961 | 1970 | 1980 | 1991 | 2001 | 2011 |
| ---- | ---- | ---- | ---- | ---- | ---- | ---- | ---- | ---- | ---- | ---- | ---- | ---- | ---- |
| 2826 | 2651 | 2635 | 2613 | 2514 | 2562 | 2764 | 2508 | 2782 | 2855 | 3443 | 3251 | 3087 | 3562 |

## Побратимени градове
- Гбели (Словакия)

## Галерия
- Кметство
- Народен дом
- Бившата захарна мелница
- Замък
- Поща
- Камбанарията на църквата „Света Варвара“
- Робертова вила
- Църква „Възнесение на Светия кръст“
- Висящ мост над Свратка
- Наблюдателна кула Акатова